# Галгал
Галгал или Гилгал («низвергающийся»; ивр. גִּלְגָּל) — топоним, неоднократно встречающийся в разных книгах Ветхого Завета. Тождество мест, именуемых Галгалом в разных книгах Библии, является предметом давних споров.
Наиболее обстоятельно описан Галгал в главах 4 и 5 книги Иисуса Навина. Это место, расположенное восточнее Иерихона, стало первым, где остановились израильтяне после переправы через Иордан. В ознаменование чудесного перехода через реку в Галгале был сложен памятник из 12 камней. Первая пасха в земле обетованной была отпразднована именно в Галгале. До перенесения в Силом здесь стояла скиния с ковчегом завета.
Раннехристианские авторы (Евсевий, Иероним) писали, что Галгал находится в развалинах. Эти развалины упоминались также во времена крестовых походов. Насколько те развалины, что позднее принимали за Галгал, соответствуют древнееврейскому селению, неизвестно.
Археологи называют Галгалом, или Гилгалом, место на западном берегу Иордана, в 8 милях к северу от древнего Иерихона, где с 1979 года ведутся раскопки неолитического поселения, датируемого 10-м тыс. до н. э. Наибольший интерес представляют хранилища семян смоквы, дикого ячменя и овса, желудей, свидетельствующие о зарождении сельского хозяйства.